# Ан Нукат ал Хамс (община)
Ан Нукат ал Хамс (на арабски: النقاط الخمس) е една от общините на Либия. Тя е разположена в северозападната част от страната, в Треполитания. Главен град на община Ан Нукат ал Хамс е Зуарах.

## Градове в Ан Нукат ал Хамас
- Абу Камш
- Абу ал-Риш
- Ал Джамайли
- Адджала
- Аш Шайк Бу Уджайла
- Бу Камаш
- Дахман
- Сабратха
- Зуарат